# لاري ديفيس
لاري ديفيس (بالإنجليزية: Larry Davis)‏ هو مدرب كرة سلة أمريكي، ولد في 3 يونيو 1956 في ماونت ستيرلينغ في الولايات المتحدة.